# 2-ге тисячоліття до н. е.
Друге тисячоліття до н. е. (II) — часовий проміжок з 2000 до 1001 року до н. е.
Друга половина 2-го тисячоліття до н. е. — Зрубна культура в степових та лісостепових районах України та Європейської частини Росії, Абашевська культура в лісостеповому Подонні, Середньому Поволжі і на Південному Уралі.

## Події
Європа
Початок бронзової доби.
- XIX століття до н. е. — час перших мікенських палаців.
- XVII століття до н. е. — XII століття до н. е. — розквіт Егейської культури, пізньомінойський період.
- Між 1627—1500 до н. е. — «Мінойське виверження» — вибух вулкана Санторін (острів Тіра) та занепад Мінойської цивілізації.
- Близько 1240 до н. е. — зруйноване землетрусом місто Троя.
- 1235 до н. е. — заснування Афін.
- Слов'яни відокремилися від індоєвропейського мовного масиву[1].

Мала Азія
- 1900 до н. е. — Цивілізація хеттів в Анатолії.

Межиріччя
- 1900—1890 до н. е. — амореї перемогли еламітів та заснували Вавилонське царство.
- 1728 до н. е. — початок давньовавилонського царства.
- 1531 до н. е. — Мурсілі I зруйнував Вавилон.
- 1128 до н. е. — Навуходоносор I, цар Вавилона.

- Перша міграція племен банту з Західної Африки.

Єгипет
- 1600—1360 до н. е. — панування Єгипту в Палестині та Сирії.
- 1290 до н. е. — прихід до влади Рамсеса II.
- Після 1250 до н. е. — вихід євреїв з Єгипту на чолі з Мойсеєм.

Палестина
- 1800 до н. е. — цивілізація ханаанеїв у Палестині.
- Близько 1004 до н. е. — заснування Ізраїльсько-юдейського царства.

Китай
- 1766 до н. е. — початок правління династії Інь (Шан).
- 1025 до н. е. — початок правління династії Чжоу.